# Xian de Pengze
Le xian de Pengze (彭泽县 ; pinyin : Péngzé Xiàn) est un district administratif de la province du Jiangxi en Chine. Il est placé sous la juridiction de la ville-préfecture de Jiujiang.
comté de Pengze établi en sixième année de l'empereur Gaozu (chinois: 西漢 高祖 六年), dynastie des Han occidentaux (201 b.c)

## Démographie
La population du district était de 341 375 habitants en 1999.